# Морано Калабро
Мора̀но Ка̀лабро (на италиански: Morano Calabro, на местен диалект Murènu, Мурену) е малко градче и община в Южна Италия, провинция Козенца, регион Калабрия. Разположено е на 694 m надморска височина. Населението на общината е 4608 души (към 2012 г.).